# Hargnies (Noorderdepartement)
Hargnies is een gemeente in het Franse Noorderdepartement (regio Hauts-de-France) en telt 456 inwoners (1999). De plaats maakt deel uit van het arrondissement Avesnes-sur-Helpe.

## Geografie
De oppervlakte van Hargnies bedraagt 5,1 km², de bevolkingsdichtheid is 89,4 inwoners per km².
De onderstaande kaart toont de ligging van Hargnies (Noorderdepartement) met de belangrijkste infrastructuur en aangrenzende gemeenten.

## Demografie
Onderstaande figuur toont het verloop van het inwonertal (bron: INSEE-tellingen).